# Деревій голий
{{#ifeq:0|0|{{#if:|{{#if:Achilleaglaberrima|[[]}}|}}}}
Дереві́й го́лий або дереві́й найголі́ший (Achillea glaberrima) — багаторічна рослина родини айстрових (Asteraceae). Ендемічний приазовський вид. Один з найрідкісніших видів світової флори.

## Загальна характеристика
Багаторічна трав'яниста рослина заввишки 20-40 см. Стебло голе. Кореневище багатоголове, коротке. Листки перистороздільні. Квітки яскраво-жовті. Суцвіття — кошики, зібрані на верхівці у щитки. Цвіте у липні-серпні. Плодоносить у серпні-вересні. Розмножується насінням (дає рясний самосів).

## Поширення і місця зростання
Околиці села Новокраснівки Нікольського району Донецької області та смт Розівки Розівського району Запорізької області.
Місце зростання — гранітні скелі та розколини. Трапляється у складі петрофітної рослинності.

## Чисельність
Локальна популяція численна. Вид зростає поодинці та групами. Добре відновлюється. Чисельність стабільна. Причини зміни чисельності — не з'ясовані.

## Охоронний статус
Деревій голий занесений до різних червоних книг:
- Червона книга України (1996) — статус: «зникаючі»[3]
- Червона книга України (2009) — статус: «рідкісні».[4]
- Бернська конвенція з охорони європейської фауни, флори, та природних місць перебування (2002) — статус: «види які підлягають особливій охороні» (англ. "strictly protected species")[5][6]
- Європейський Червоний список (1991).

Охороняється на території Кам'яних Могил — відділу Українського степового природного заповідника. Вирощують у Донецькому та Центральному (Київ) НАН України ботанічних садах.

## Заходи охорони
Необхідно постійно контролювати стан популяцій, вирощувати в інших ботанічних садах.